# إستير تاكيوشي
إستر سانز تاكيوشي (اسمها الأصلي «إستري سانز» هي مهندسة كيميائية وعالمة في علم المواد تعمل على أنظمة تخزين الطاقة ومصادرها المستخدمة في الأجهزة الطبية الحيوية. تعتبر إستير بروفيسورة مميزة في جامعة ستوني بروك ومن كبار العلماء في مختبر بروكهافن الوطني. إستر حاصلة على أكثر من 145 براءة اختراع في الولايات المتحدة.
إستير هي ابنة ماري ورودولف سانز، لاجئين لاتفيين في الحرب العالمية الثانية. هرب رودولف وماري إلى ألمانيا من الاحتلال السوفييتي للاتفيا عام 1945، وعاشا في مخيّم للاجئين لعدة سنوات وفي نهاية المطاف هاجرا إلى الولايات المتحدة. تخرجت إستير من جامعة بنسلفانيا عام 1975 وتخصصت في الكيمياء والتاريخ. عملت على أبحاثها للحصول على درجة الدكتوراة في الكيمياء العضوية في جامعة ولاية أوهايو حتى عام 1981.
بعد ذلك التحقت بتدريب في الكيمياء الكهربائية في جامعة ولاية كارولينا الشمالية في تشابل هيل وجامعة بافالو، ثم عملت في شركة غريتباتس في كلارنس (نيويورك) لمدة 22 عاماً. بتمويل من ويلسون غريتباتش عملت إستر على تطوير بطارية Li/SVO. وهي حالياً أستاذ متميز في جامعة ستوني بروك في أقسام الكيمياء، وعلوم المواد والهندسة. اختيرت لاستلام جائزة إي.في. مورفري في الكيمياء الصناعية والهندسية المقدمة من الجمعية الكيميائية الأمريكية. إستير هي زميلة لجمعية الكيمياء الكهربائية وخدمت كرئيس لها عامي 2011-2012

## الجوائز والتكريمات
- [https://web.archive.org/web/20160610190129/http://commcgi.cc.stonybrook.edu/am2/publish/General_University_News_2/Esther_Takeuchi_Selected_to_Receive_2013_E_V_Murphree_Award.shtml جائزة إي.في. مورفري في الكيمياء الصناعية والهندسية المقدمة من الجمعية الكيميائية الأمريكية - 2013
- منتخبة من الأكاديمية الوطنية للهندسة
- زميل، المعهد الأمريكي للهندسة الطبية والبيولوجية
- الميدالية الوطنية للتكنولوجيا والابتكار - لاختراع بطارية أكسيد الفضة التي أتاحت زراعة جهاز مزيل الرجفان[7]
- قاعة المخترعين المشاهير الوطنية، 2011[8]

## وصلات خارجية
- موقع كلية إستير تاكيوشي
- تكريم أستاذة جامعة ستوني بروك وعالمة في مختبر بروكهافن للريادة في مجال تكنولوجيا تخزين الطاقة

## مطالعة إضافية
- "Inventor Portrait: Esther Takeuchi", Ironic Sans, Feb. 7, 2013